# 山水站
山水站（韓語：산수역）是位于朝鮮民主主義人民共和國黃海南道瓜饴郡山水里的一個鐵路車站。屬於殷栗線。

## 邻近车站
殷栗線
松禾站 - 山水站 - 瓜饴站